# Cyclisme aux Jeux d'Amérique centrale et des Caraïbes de 2002
Navigation
Maracaibo 1998 Carthagène des Indes 2006
Lors des XIXe Jeux d'Amérique centrale et des Caraïbes du 19 au 30 novembre 2002 à San Salvador, capitale du Salvador, quatre épreuves de cyclisme sur route et quinze de cyclisme sur piste sont au programme. La délégation cubaine n'a pas fait le déplacement pour raisons de sécurité.

## Podiums

### Cyclisme sur route
| Épreuves                | Or                                  | Argent                               | Bronze                        |
| ----------------------- | ----------------------------------- | ------------------------------------ | ----------------------------- |
| Compétitions masculines |                                     |                                      |                               |
| Course en ligne         | José Chacón Venezuela               | Óscar Álvarez Colombie               | Domingo González (de) Mexique |
| Contre-la-montre        | Domingo González (de) Mexique       | José Chacón Venezuela                | Andrés Rodríguez Colombie     |
| Compétitions féminines  |                                     |                                      |                               |
| Course en ligne         | Iona Wynter (en) Jamaïque           | Amelia Blanco République dominicaine | Belem Guerrero Mexique        |
| Contre-la-montre        | María Dolores Molina (es) Guatemala | Paola Madriñán Colombie              | Evelyn García Salvador        |

### Cyclisme sur piste
| Épreuves                | Or                                                                   | Argent                                                               | Bronze                                                                   |
| ----------------------- | -------------------------------------------------------------------- | -------------------------------------------------------------------- | ------------------------------------------------------------------------ |
| Compétitions masculines |                                                                      |                                                                      |                                                                          |
| Kilomètre               | Wilson Meneses Colombie                                              | Alexander Cornieles Venezuela                                        | Francisco Caballero Mexique                                              |
| Keirin                  | Rubén Osorio Venezuela                                               | Jonathan Marín Colombie                                              | Elisha Greene Trinité-et-Tobago                                          |
| Vitesse individuelle    | Jonathan Marín Colombie                                              | Wilson Meneses Colombie                                              | Alexander Cornieles Venezuela                                            |
| Vitesse par équipes     | Venezuela Alexander Cornieles Rubén Osorio Jhonny Hernández          | Colombie Wilson Meneses Jonathan Marín Víctor Álvarez                | Mexique Mario Contreras Francisco Caballero Marco Zaragoza (en)          |
| Poursuite individuelle  | José Sánchez Mexique                                                 | Juan Pablo Forero Colombie                                           | Isaac Cañizales Venezuela                                                |
| Poursuite par équipes   | Colombie Andrés Rodríguez Juan Pablo Forero Iván Casas Carlos Alzate | Venezuela Tomás Gil Franklin Chacón Isaac Cañizales Andris Hernández | Mexique Ignacio Sarabia Juan Contreras Marco Zaragoza (en) David Ramírez |
| Américaine              | Mexique Luis Macías José Sánchez                                     | Colombie Farid Turriago Juan Pablo Forero                            | Venezuela Tomás Gil Miguel Ubeto                                         |
| Course aux points       | Ferney Bello (de) Colombie                                           | José Sánchez Mexique                                                 | Honorio Machado Venezuela                                                |
| Scratch                 | Chesen Frey (en) Îles Vierges des États-Unis                         | Luis Pérez République dominicaine                                    | Farid Turriago Colombie                                                  |
| Compétitions féminines  |                                                                      |                                                                      |                                                                          |
| 500 mètres              | Nancy Contreras Mexique                                              | Daniela Larreal Venezuela                                            | Diana García Colombie                                                    |
| Keirin                  | Daniela Larreal Venezuela                                            | Diana García Colombie                                                | Nancy Contreras Mexique                                                  |
| Vitesse individuelle    | Daniela Larreal Venezuela                                            | Nancy Contreras Mexique                                              | Diana García Colombie                                                    |
| Poursuite individuelle  | María Luisa Calle Colombie                                           | Belem Guerrero Mexique                                               | Evelyn García Salvador                                                   |
| Course aux points       | Belem Guerrero Mexique                                               | Evelyn García Salvador                                               | Dayana Chirinos Venezuela                                                |
| Scratch                 | Daniela Larreal Venezuela                                            | Belem Guerrero Mexique                                               | Evelyn García Salvador                                                   |

## Tableau des médailles
57 médailles étaient distribuées lors de ces championnats.
| Rang  | Nation                      | Or | Argent | Bronze | Total |
| ----- | --------------------------- | -- | ------ | ------ | ----- |
| 1     | Venezuela                   | 6  | 4      | 5      | 15    |
| 2     | Colombie                    | 5  | 8      | 4      | 17    |
| 3     | Mexique                     | 5  | 4      | 6      | 15    |
| 4     | Guatemala                   | 1  | 0      | 0      | 1     |
| -     | Îles Vierges des États-Unis | 1  | 0      | 0      | 1     |
| -     | Jamaïque                    | 1  | 0      | 0      | 1     |
| 7     | République dominicaine      | 0  | 2      | 0      | 2     |
| 8     | Salvador                    | 0  | 1      | 3      | 4     |
| 9     | Trinité-et-Tobago           | 0  | 0      | 1      | 1     |
| Total | Total                       | 19 | 19     | 19     | 57    |

## Bilan sportif
Le Venezuela termine en tête au tableau des médailles.
Trois sélections (le Venezuela, la Colombie et le Mexique) se partagent plus de 80 % des médailles, dont 16 des 19 en or.
Six sélections nationales ont obtenu au moins un titre et neuf au moins une médaille.
Sur le plan individuel, Daniela Larreal est le seul pistard à s'arroger trois titres (plus une médaille d'argent). Deux autres participants Rubén Osorio et José Sánchez obtiennent deux médailles d'or.
Dans les épreuves sur piste féminines, sept compétitrices, seulement, se partagent les dix-huit récompenses en jeu.